# Лачны, Милош
Милош Лачны (словац. Miloš Lačný; род. 8 марта 1988, Левоча, Восточно-Словацкий край) — словацкий футболист, нападающий клуба «Кошице».

## Карьера
Первый профессиональный контракт подписал с «Ружомбероком», где забил 16 голов в 47 матчах. Его заметил шотландский «Селтик», однако Милош выбрал продолжить карьеру в пражской «Спарте». Где он в основном скитался по арендам и в 2013 году через чемпионат Белоруссии вернулся в родной «Ружемберок». В начале 2014 года подписал трехлетний контракт с «Кайратом».